# 34166 Neildeshmukh
34166 Neildeshmukh este o planetă minoră (asteroid), cu un diametru de 3,606 km, din centura de asteroizi. A fost descoperită pe 25 august 2000 la Experimental Test Site⁠(d) de Lincoln Near-Earth Asteroid Research. 
Obiectul prezintă o orbită caracterizată de o semiaxă mare de 2,3141779 UAi, o excentricitate de 0,11, o înclinație de 6,35929 ° în raport cu ecliptica.